# Heinrich Gröning
Heinrich Gröning (* 4. Oktober 1774 in Bremen; † 29. März 1839 in Bremen) war ein Jurist und Bremer Bürgermeister.

## Biografie
Heinrich Gröning war der Sohn von Bürgermeister Georg Gröning (1745–1825) und der Bürgermeistertochter Gebecca, geb. Köhne. Er war mit der Kaufmannstochter Luise Retberg verheiratet.
Er absolvierte das Paedagogium und ab 1791 das Gymnasium Illustre in Bremen. Nach dem Abitur studierte er ab 1791 Rechtswissenschaften an der Universität Göttingen und wurde 1795 zum Dr. jur. promoviert.  1795 war er Auscultator in Marienwerder in Westpreußen und 1798 Regierungsrat. 1802 wurde er Kammergerichtsrat am Kammergericht in Berlin und 1803 führte er die Aufsicht von Ämtern, Magistraten und Gerichten in der Uckermark, Provinz Brandenburg. 1805 übte er das Amt eines Konsistorialrats beim kurmärkischen Oberkonsistorium aus.
1808 war Gröning in Bremen zunächst zweiter Syndicus des Senats, dann von 1811 bis 1813 Konsulent, also Jurist, beim Collegium Seniorum und ab 1817 erster Syndicus des Senats. Am 25. September 1821 wurde er als Nachfolger seines Vaters Bremer Bürgermeister und blieb es bis zu seinem Tod.